# 队友会
公益社団法人队友会（たいゆうかい）以自卫队退休人员为中心开展活动，对防卫及防灾相关措施等进行各种协助、调查研究及政策建议、队友纸及防卫相关书籍的发行等。会长及理事长由防卫厅长官及统合幕僚会议议长、陆上幕僚长经验者就任。

## 目的
自卫队成员的OB组织，其第一目的是通过该法人章程成为“国民与自卫队的桥梁”。。

## 事業
- 对防卫及防灾相关措施等的各种协助
- 安全保障特别是关于防卫的调查研究及政策建议
- 对自卫队各项业务的各种协助

1. ↑  .   [2020-03-24]. （原始内容存档于2020-03-24）.